# Grzegorz Korcz
Grzegorz Korcz, né le 9 mai 1946, est un ancien joueur de basket-ball polonais. Il mesure 1,94 m. 

## Biographie
Cet ancien international polonais a participé à quatre Championnat d'Europe (1967, 1969, 1971 et 1973) et deux Jeux olympiques (1968 et 1972) avec comme meilleur résultat une sixième place à Mexico. Il a remporté également une médaille de bronze en 1967 pour le championnat d'Europe. Il part ensuite en France à Chalon-sur-Saône.

## Clubs

### Joueur
- 1963 - 1968 :  AZS Poznań (1er division)
- 1969 - 1971 :  Śląsk Wrocław (1er division)
- 1971 - 1974 :  Legia Warsovie (1er division)
- 1974 - 1976 : ?
- 1976 - 1978 :  Chalon-sur-Saône (Nationale 3 et Nationale 2)

### Entraineur
- 1983 - 1986 :  Chalon-sur-Saône (Nationale 3)

## Palmarès
- Médaille de bronze du Championnat d'Europe 1967
- Champion de Pologne en 1970.
- Champion de France de Nationale 3 en 1978.

## Sources
- Plaquette de l'Élan-Chalon : saison 1991-1992.
- Journal spécial Élan-Chalon : 20 ans de Championnat de France (1994-1995).